# Luis Grajeda
Luis Enrique Grajeda Alvarado (Città del Messico, 21 giugno 1937 – Monterrey, 15 gennaio 2019) è stato un cestista messicano.

## Carriera
Con il Messico ha disputato una edizione dei Mondiali (1963), due dei Giochi olimpici (1964 e 1968), oltre ai Giochi panamericani 1967 in cui ha conquistato l'argento.